# Borzynowo (Pasłęk)
Borzynowo (deutsch Briensdorf) ist ein Ort in der polnischen Woiwodschaft Ermland-Masuren. Er gehört zur Gmina Pasłęk (Stadt-und-Land-Gemeinde Preußisch Holland) im Powiat Elbląski (Kreis Elbing).

## Geographische Lage
Borzynowo liegt im nördlichen Westen der Woiwodschaft Ermland-Masuren, acht Kilometer nördlich der früheren Kreisstadt Preußisch Holland (polnisch Pasłęk) bzw. 15 Kilometer östlich der heutigen Kreismetropole Elbląg (deutsch Elbing).

## Geschichte
Der Ort Briensdorf – mit einer Kapelle und einer Molkerei – wurde um 1285 gegründet. Als eine Landgemeinde wurde das Dorf 1874 in den neu errichteten Amtsbezirk Maienfelde (polnisch Marianka) im ostpreußischen Kreis Preußisch Holland, Regierungsbezirk Königsberg, aufgenommen, der bis 1945 bestand.
Im Jahre 1910 lebten in Briensdorf 444 Einwohner. Ihre Zahl verringerte sich bis 1933 auf 376 und belief sich 1939 auf 362 Menschen.
Mit dem gesamten südlichen Ostpreußen kam Briensdorf 1945 in Kriegsfolge zu Polen. Der Ort erhielt die polnische Namensform „Borzynowo“ und ist heute eine Ortschaft innerhalb der Gmina Pasłęk (Stadt-und-Land-Gemeinde Preußisch Holland) im Powiat Elbląski (Kreis Elbing), von 1975 bis 1998 der Woiwodschaft Elbląg, seither der Woiwodschaft Ermland-Masuren zugehörig. Im Jahre 2021 zählte Borzynowo 142 Einwohner.

## Religion
Bis 1945 war Briensdorf in die evangelische Kirche Marienfelde (polnisch Marianka) in der Kirchenprovinz Ostpreußen der Kirche der Altpreußischen Union eingepfarrt, außerdem in die römisch-katholische Pfarrkirche in der Kreisstadt Preußisch Holland (Pasłęk).
Heute gehört Borzynowo zur evangelischen St.-Georgs-Kirche in Pasłęk, einer Filialkirche von Ostróda (Osterode) in der Diözese Masuren der Evangelisch-Augsburgischen Kirche in Polen, dann aber auch zur jetzt römisch-katholischen Kirche in Marianka. Als Filialkirche von Pasłęk ist sie nun dem Dekanat Pasłęk1 im Bistum Elbląg zugeordnet.

## Verkehr
Borzynowo liegt an einer Nebenstraße, die die Woiwodschaftsstraße 505 bei Pasłęk mit der Woiwodschaftsstraße 509 bei Pomorska Wieś (Pomehrendorf) verbindet.
Noch bis in die 1990er Jahre war Stegny resp. Steegen die nächste Bahnstation. Sie lag an der früheren Preußischen Ostbahn von Berlin nach Königsberg (Preußen), wurde nach 1945 als Bahnstrecke Malbork–Braniewo, ergänzt um die Breitspurbahnlinie Wielkie Wierzno–Braniewo (–Mamonowo), von der Polnischen Staatsbahn (PKP) befahren. Die Bahnstation Stegny ist aufgegeben, und die beiden Bahnstrecken werden nur unregelmäßig und sporadisch genutzt.

## Persönlichkeiten
- Ernst Jung (* 18. Mai 1896 in Briensdorf), deutscher Reeder und Mäzen († 1976)
- Gitta Nickel (* 28. Mai 1936 in Briensdorf), deutsche Filmemacherin († 2023)